# Claude Prouvé
Pour les articles homonymes, voir Prouvé.
Claude Prouvé, né à Nancy le 27 octobre 1929 et mort à Blois le 7 janvier 2012, est un architecte français. Il est le fils de l'ingénieur et designer Jean Prouvé et le petit-fils de l'ébéniste art nouveau Victor Prouvé.

## Biographie
En 1963, il travaille à l'agence de Jacques et Michel André dont il devient associé en 1969. Il fonde également la Société industrielle de recherche et de réalisation de l'habitat (SIRH) dont l'activité cesse en 1974.
Petit-fils de Victor Prouvé, célèbre protagoniste de l’École de Nancy, et fils de Jean Prouvé, constructeur et designer emblématique du XXe siècle, Claude Prouvé a mené tout au long de sa vie, deux passions : l’architecture, qui était son métier, et une autre, plus intime, restée longtemps confidentielle, le dessin, « le trait », aurait-il dit.

### Dessin
Son entourage pensait qu’il lui avait été aisé d’apprendre à dessiner, car tout le monde dessinait autour de lui. Mais au contraire, se faire un prénom au sein de la famille n’était pas simple. Le Corbusier, lors d’une visite chez son père Jean à Nancy, regarde ses dessins et sera son premier critique, il a 13 ans. La galerie René Drouin, rue Visconti à Paris, sera pour lui une révélation dans les années 1950. Il y découvrira Henri Michaux, Wols, Dubuffet.
Claude Prouvé, Homme du trait, a laissé une œuvre sur papier, où pastel, fusain, encre, craies conté sont les outils d’un art informel où la force et la légèreté, le bruissement poétique et le geste assuré s’affrontent, créent une dynamique.
En 2009, le musée des Beaux-arts de Nancy, organise une exposition autour de son œuvre.

## Principales réalisations
- Musée de l'histoire du fer de Jarville-la-Malgrange par Jacques et Michel André avec Claude Prouvé (1966) ; récompensé par le prix de l'Équerre d'argent en 1969.
- Alpexpo à Grenoble (1967) avec certains apports techniques de Jean Prouvé.
- Centre de tri du courrier de Nancy (1969 à 1972)
- École de Herserange.
- Centre de tri postal de Bar-le-Duc.
- L'ensemble résidentiel « Les Balcons de Velchée » à Malzéville, en collaboration avec Jean-Luc André et André Faye (1982) ; labellisé Architecture contemporaine remarquable en 2015[2].
- Extension du Musée de l'histoire du fer (1985)
- Château d'eau Saint-Charles à Vandœuvre-lès-Nancy (1990)